# Statistiche e record del Cesena Football Club

## Partecipazione ai campionati
Di seguito una tabella raffigurante la partecipazione del Cesena ai campionati di calcio.
| Livello | Categoria                 | Partecipazioni | Debutto   | Ultima stagione | Totale |
| ------- | ------------------------- | -------------- | --------- | --------------- | ------ |
| 1º      | Serie A                   | 13             | 1973-1974 | 2014-2015       | 13     |
| 2º      | Serie B-C Alta Italia     | 1              | 1945-1946 | 1945-1946       | 33     |
| 2º      | Serie B                   | 32             | 1946-1947 | 2017-2018       | 33     |
| 3º      | Serie C                   | 19             | 1941-1942 | 2023-2024       | 25     |
| 3º      | Serie C1                  | 5              | 1997-1998 | 2003-2004       | 25     |
| 3º      | Lega Pro Prima Divisione  | 1              | 2008-2009 | 2008-2009       | 25     |
| 4º      | Prima Divisione Regionale | 1              | 1940-1941 | 1940-1941       | 7      |
| 4º      | Promozione Interregionale | 1              | 1951-1952 | 1951-1952       | 7      |
| 4º      | IV Serie                  | 2              | 1953-1954 | 1958-1959       | 7      |
| 4º      | Interregionale II Serie   | 1              | 1957-1958 | 1957-1958       | 7      |
| 4º      | Serie D                   | 2              | 1959-1960 | 2018-2019       | 7      |
| 5º      | Promozione Regionale      | 4              | 1952-1953 | 1956-1957       | 4      |

### Partecipazione alle competizioni UEFA
| Competizione UEFA | Partecipazioni | Debutto   | Ultima stagione | Totale |
| ----------------- | -------------- | --------- | --------------- | ------ |
| Coppa UEFA        | 1              | 1976-1977 | 1976-1977       | 1      |

## Statistiche di squadra
Includendo la stagione in corso, il club ha partecipato a 77 campionati nazionali, di cui 13 in Serie A, 32 in Serie B più 1 misto Serie B-C Alta Italia, 25 in Serie C (o altre denominazioni del campionato di terzo livello nella piramide calcistica italiana), 6 in Serie D (o altre denominazioni della quarta serie italiana). Cinque stagioni sono state invece a livello regionale (1 nel quarto livello + 4 nella quinta serie italiana). La massima vittoria interna del club bianconero risale al 4 novembre 1951, quando il Cesena batté 8-0 la Medicense, per quanto riguarda quella esterna, il 26 aprile 1953 il Cesena batté 11-0 il Cotignola, infine riguardo ai pareggi con maggior numero di reti sono in totale 12, tutti per 3-3. Le massime sconfitte interne sono un 1-5 contro l'Inter il 9 dicembre 1990, uno 0-4 contro il Solvay Rosignano l'11 ottobre 1953, un altro con la Lazio il 15 dicembre 1968 e un altro contro la Fiorentina il 26 maggio 1991, mentre le massime sconfitte esterne sono un 1-7 contro il Perugia il 7 marzo 1954, uno 0-6 contro il Mestrina il 27 marzo 1949 e un altro contro il Prato il 27 settembre 1953. La partita interna con il maggior numero di reti risale invece al 15 dicembre 1957 (Cesena-Sangiorgese 6-5), quella esterna al 26 aprile 1953 (Cotignola–Cesena 0-11).
La miglior striscia di risultati utili in serie A è ottenuta nel 1975-76 con 12 turni di imbattibilità, mentre nel 1987-88 si ha il maggior numero di vittorie con 4 successi in serie A; la peggiore striscia negativa è datata 2011-12 con 20 turni di insuccessi, mentre nel 1990-91 si ha il record di 6 sconfitte consecutive.

### Statistiche nelle competizioni UEFA
Tabella aggiornata alla fine della stagione 2018-2019.
| Competizione                  | Partecipazioni | G | V | N | P | RF | RS |
| ----------------------------- | -------------- | - | - | - | - | -- | -- |
| Coppa UEFA/UEFA Europa League | 1              | 2 | 1 | 0 | 1 | 3  | 4  |

## Statistiche individuali

### Lista dei capitani
| Calciatore             | Ruolo | Stagioni al club                            | Stagioni da capitano                 | Presenze | Reti |
| ---------------------- | ----- | ------------------------------------------- | ------------------------------------ | -------- | ---- |
| …                      |       |                                             |                                      |          |      |
| Italo Castellani       | D     | 1960-1964                                   | 1963-1964 (1)                        | 113      | 0    |
| …                      |       |                                             |                                      |          |      |
| Leonello Leoni         | D     | 1961-1970                                   | 1967-1970 (3)                        | 246      | 17   |
| Giampiero Ceccarelli   | D     | 1966-1985                                   | 1970-1973 e 1979-1985 (9)            | 591      | 9    |
| Pierluigi Cera         | D     | 1973-1979                                   | 1973-1979 (6)                        | 114      | 0    |
| Agatino Cuttone        | D     | 1983-1991                                   | 1985-1987 e 1988-1991 (5)            | 207      | 5    |
| Agostino Di Bartolomei | D/C   | 1987-1988                                   | 1987-1988 (1)                        | 25       | 4    |
| Adriano Piraccini      | D     | 1978-1984 e 1988-1996                       | 1991-1996 (5)                        | 376      | 15   |
| Dario Hübner           | A     | 1992-1997                                   | 1996-1997 (1)                        | 166      | 77   |
| Massimo Agostini       | A     | 1983-1986 e 1996-1998                       | 1997-1998 (2)                        | 156      | 45   |
| Alberto Mantelli       | D     | 1997-2000                                   | 1998-1999 (1)                        | 103      | 1    |
| Matteo Superbi         | C     | 1997-2000                                   | 1999-2000 (1)                        | 102      | 5    |
| Alessandro Bianchi     | C     | 1985-1986, 1987-1988 e 1996-2001            | 2000-2001 (1)                        | 170      | 4    |
| Gianfranco Parlato     | D     | 1997-1999 e 2001-2002                       | 2001-2002 (1)                        | 72       | 2    |
| Gianluca Luppi         | D     | 2002-2003                                   | 2002-2003 (2)                        | 19       | 2    |
| Simone Confalone       | D     | 1994 e 2001-2005                            | 2003-2005 (2)                        | 117      | 21   |
| Emiliano Salvetti      | C     | 1992-1994, 1996-1999 e 2004-2008            | 2005-2008 (3)                        | 236      | 44   |
| Giuseppe De Feudis     | C     | 2003-2005, 2006-2010, 2013-2015 e 2018-2020 | 2008-2010, 2014-2015 e 2018-2020 (5) | 270      | 7    |
| Giuseppe Colucci       | C     | 2009-2012                                   | 2010-2012 (2)                        | 70       | 3    |
| Manuel Iori            | C     | 2012-2013                                   | 2012-2013 (1)                        | 16       | 0    |
| Davide Succi           | A     | 2012-2016                                   | 2013-2014 (2)                        | 80       | 22   |
| Daniele Capelli        | D     | 2013-2017                                   | 2015-2017 (2)                        | 100      | 1    |
| Emmanuel Cascione      | C     | 2013-2018                                   | 2017-2018 (1)                        | 97       | 8    |
| Salvatore Caturano     | A     | 2020-2022                                   | 2020-2022 (2)                        | 56       | 19   |
| Nicolò Bianchi         | C     | 2022-2023                                   | 2022-2023 (1)                        | 34       | 0    |
| Francesco De Rose      | C     | 2022-                                       | 2023-2024 (1)                        | 72       | 1    |
| Giuseppe Prestia       | D     | 2022-                                       | 2024- (1)                            | 74       | 5    |

### Record di presenze
| Campionato - 520 Giampiero Ceccarelli (1966-1985) - 376 Adriano Piraccini (1978-1984; 1988-1996) - 270 Giuseppe De Feudis (2003-2005; 2006-2010; 2013-2015; 2018-2020) - 256 Giancarlo Oddi (1975-1983) - 254 Gianluca Leoni (1982-1995) - 246 Leonello Leoni (1961-1970) - 236 Emiliano Salvetti (1992-1994; 1996-1999; 2004-2008) - 218 Paolo Ammoniaci (1966-1975) - 210 Roberto Biserni (1996-1998; 2000; 2002-2009) - 207 Agatino Cuttone (1983-1991) | Competizioni UEFA - 2 Alberto Batistoni (1976-1977) 2 Bruno Beatrice (1976-1977) 2 Giorgio Bittolo (1976-1977) 2 Lamberto Boranga (1976-1977) 2 Giampiero Ceccarelli (1976-1977) 2 Pierluigi Cera (1976-1977) 2 Marino Lombardo (1976-1977) 2 Giorgio Mariani (1976-1977) 2 Fiorino Pepe (1976-1977) 2 Giorgio Rognoni (1976-1977) |
| Serie A - 148 Adriano Piraccini (1981-1983, 1988-1991) - 146 Giampiero Ceccarelli (1973-1977, 1981-1983) - 114 Davor Jozić (1987-1991) - 106 Giancarlo Oddi (1975-1977, 1981-1983) - 104 Pierluigi Cera (1973-1977) - 94 Fabio Calcaterra (1987-1991) 94 Sebastiano Rossi (1987-1990) - 92 Lamberto Boranga (1973-1977) - 88 Luigi Danova (1973-1976) - 83 Giorgio Rognoni (1974-1977)                                                                     | Serie B - 343 Giampiero Ceccarelli (1968-1973, 1977-1981, 1983-1985) - 228 Adriano Piraccini (1978-1981, 1983-1984, 1991-1996) - 204 Emiliano Salvetti (1992-1994, 1996-1997, 1998-1999, 2004-2008) - 200 Gianluca Leoni (1983-1987, 1991-1995) - 169 Luigi Piangerelli (1991-1997, 2009-2010) - 166 Dario Hübner (1992-1997) - 163 Paolo Ammoniaci (1968-1973) - 151 Alessandro Teodorani (1991-1997) - 150 Giancarlo Oddi (1977-1981) - 147 Agatino Cuttone (1983-1987) 147 Giuseppe De Feudis (2004-2005, 2006-2008, 2009-2010, 2013-2014) |

### Record di goal tra i professionisti
Sono escluse le reti segnate nei campionati dilettanti, ed in eventuali playoff o playout.
| Campionato - 74 Dario Hübner (1992-1997) - 67 Massimo Agostini (1983-1986, 1988-1990, 1996-1998) - 44 Emiliano Salvetti (1992-1994, 1996-1999, 2004-2008) - 34 Paolo Ferrario (1966-1967, 1969-1972) - 32 Cristian Shpendi (2022-2025) - 29 Simone Cavalli (2003-2005) - 29 Simone Corazza (2022-2024) - 28 Carlo Taldo (1999-2001) - 26 Marco Bernacci (2001-2006) - 26 Camillo Ciano (2015-2017) - 25 Oliviero Garlini (1980-1984) | Coppa Italia - 8 Dario Hübner (1992-1997) 8 Pasquale Traini (1985-1989) - 7 Massimo Agostini (1983-1986, 1988-1990, 1996-1998) 7 Oliviero Garlini (1980-1984) - 6 Amarildo (1990-1991, 1991-1992) 6 Ariedo Braida (1972-1974) - 4 Giuliano Bertarelli (1973-1976) 4 Camillo Ciano (2015-2017) 4 Giorgio Mariani (1975-1977) 4 Ruggiero Rizzitelli (1985-1988, 2000-2001) | Competizioni UEFA - 1 Emiliano Macchi (1976-1977) 1 Giorgio Mariani (1976-1977) 1 Fiorino Pepe (1976-1977) |

| Serie A - 22 Massimo Agostini (1988-1990) - 17 Giuliano Bertarelli (1973-1976) 17 Walter Schachner (1981-1983) - 13 Massimo Ciocci (1990-1991) - 12 Oliviero Garlini (1981-1983) 12 Giovanni Urban (1974-1976) - 9 Grégoire Defrel (2014-2015) 9 Gianluca De Ponti (1975-1977) 9 Luis Jiménez (2010-2011) - 8 Erjon Bogdani (2010-2012) 8 Franco Brienza (2014-2015) 8 Mario Frustalupi (1975-1977) 8 Adrian Mutu (2011-2012) | Serie B - 74 Dario Hübner (1992-1997) - 41 Emiliano Salvetti (1992-1994, 1996-1997, 1998-1999, 2004-2008) - 27 Massimo Agostini (1983-1986, 1996-1997, 1998) - 26 Camillo Ciano (2015-2017) - 25 Franco Lerda (1991-1993) - 23 Lorenzo Scarafoni (1993-1995) - 21 Paolo Ferrario (1969-1972) - 20 Papa Waigo (2005-2007) 20 Davide Succi (2012-2014, 2015-2016) - 19 Antonio Bordon (1979-1981) | Serie C - 29 Simone Corazza (2022-2024) - 27 Emanuele Chiaretti (1997-1998, 2000-2004) - 26 Mattia Bortolussi (2020-2022) - 21 Cristian Shpendi (2022-2024) - 18 Massimo Agostini (1997-1998) - 16 Simone Cavalli (2003-2004) - 16 Salvatore Caturano (2019-2022) - 14 Simone Motta (2008-2009) - 13 Paolo Ferrario (1966-1967) - 12 Stiven Shpendi (2022-2023) |

### Statistiche allenatori
I dati, aggiornati al 17 maggio 2025, includono tutte le partite ufficiali.
| Nome                   | Nazionalità | Stagioni | Periodo/i                                  | G   | V  | N  | P  | % V    | Note  |
| ---------------------- | ----------- | -------- | ------------------------------------------ | --- | -- | -- | -- | ------ | ----- |
| Paolo Ammoniaci        | Italia      | 1        | 2000                                       | 1   | 1  | 0  | 0  | 100,00 |       |
| Giuseppe Angelini      | Italia      | 1        | 2018-2019                                  | 42  | 27 | 8  | 7  | 64,29  |       |
| Daniele Arrigoni       | Italia      | 1        | 2011-2012                                  | 16  | 5  | 1  | 10 | 31,25  |       |
| Osvaldo Bagnoli        | Italia      | 2        | 1979-1981                                  | 84  | 31 | 36 | 17 | 36,90  |       |
| Alberto Batistoni      | Italia      | 1        | 1991                                       | 12  | 2  | 4  | 6  | 16,66  | [ 7 ] |
| Corrado Benedetti      | Italia      | 2        | 1997-1998                                  | 50  | 19 | 20 | 11 | 38,00  | [ 8 ] |
| Mario Beretta          | Italia      | 1        | 2011-2012                                  | 15  | 0  | 6  | 9  | 0,00   |       |
| Eugenio Bersellini     | Italia      | 2        | 1973-1975                                  | 74  | 15 | 38 | 21 | 20,27  |       |
| Alberto Bigon          | Italia      | 2        | 1987-1989                                  | 77  | 21 | 28 | 28 | 27,27  |       |
| Pierpaolo Bisoli       | Italia      | 5        | 2008-2010, 2012-2014                       | 188 | 74 | 60 | 54 | 39,36  |       |
| Bruno Bolchi           | Italia      | 4        | 1982-1983, 1986-1987, 1993-1995            | 135 | 52 | 42 | 41 | 38,52  |       |
| Luigi Bonizzoni        | Italia      | 2        | 1969-1971                                  | 36  | 8  | 18 | 10 | 22,22  |       |
| Adriano Buffoni        | Italia      | 2        | 1984-1986                                  | 86  | 23 | 38 | 25 | 26,74  |       |
| Giancarlo Cadé         | Italia      | 1        | 1978-1979                                  | 42  | 10 | 19 | 14 | 23,81  |       |
| Nicola Campedelli      | Italia      | 1        | 2012                                       | 5   | 2  | 0  | 3  | 40,00  |       |
| Andrea Camplone        | Italia      | 2        | 2016-2017                                  | 42  | 15 | 11 | 16 | 35,71  |       |
| Fabrizio Castori       | Italia      | 6        | 2003-2008, 2017-2018                       | 254 | 83 | 91 | 80 | 32,68  |       |
| Alberto Cavasin        | Italia      | 1        | 1998-1999                                  | 28  | 10 | 11 | 7  | 35,71  |       |
| Cesarino Cervellati    | Italia      | 1        | 1969-1970                                  | 10  | 2  | 4  | 4  | 20,00  |       |
| Giulio Corsini         | Italia      | 1        | 1976                                       | 9   | 2  | 2  | 5  | 22,22  |       |
| Agatino Cuttone        | Italia      | 1        | 2001-2002                                  | 20  | 5  | 8  | 7  | 25,00  |       |
| Walter De Vecchi       | Italia      | 2        | 2000-2002                                  | 28  | 12 | 7  | 9  | 42,86  |       |
| Domenico Di Carlo      | Italia      | 1        | 2014-2015                                  | 24  | 3  | 7  | 14 | 12,50  |       |
| Massimo Drago          | Italia      | 2        | 2015-2016                                  | 60  | 24 | 18 | 18 | 40,00  |       |
| Giovan Battista Fabbri | Italia      | 1        | 1981-1982                                  | 19  | 3  | 8  | 8  | 15,78  |       |
| Paolo Ferrario         | Italia      | 2        | 1976-1977, 2000-2001                       | 11  | 2  | 7  | 2  | 18,18  |       |
| Massimo Ficcadenti     | Italia      | 1        | 2010-2011                                  | 39  | 11 | 10 | 18 | 28,21  |       |
| Marco Giampaolo        | Italia      | 1        | 2011                                       | 10  | 1  | 3  | 6  | 10,00  |       |
| Giuseppe Iachini       | Italia      | 1        | 2002-2003                                  | 42  | 19 | 14 | 9  | 45,24  |       |
| Marcello Lippi         | Italia      | 2        | 1989-1991                                  | 55  | 10 | 21 | 24 | 18,18  |       |
| Renato Lucchi          | Italia      | 8        | 1955-1959, 1963-1965, 1981-1982, 1991      | 15  | 6  | 4  | 5  | 40,00  | [ 9 ] |
| Giuseppe Marchioro     | Italia      | 4        | 1975-1976, 1977-1978, 1983-1984, 1996-1997 | 107 | 33 | 45 | 29 | 30,84  |       |
| Giuseppe Matassoni     | Italia      | 5        | 1959-1961, 1965-1967, 1969-1970            | 35  | 11 | 11 | 13 | 31,42  |       |
| Cesare Meucci          | Italia      | 2        | 1967-1969                                  | 16  | 2  | 7  | 7  | 12,50  |       |
| Michele Mignani        | Italia      | 1        | 2024-                                      | 43  | 17 | 11 | 15 | 39,53  |       |
| Francesco Modesto      | Italia      | 1        | 2019-2020                                  | 27  | 9  | 8  | 10 | 33,33  |       |
| Walter Nicoletti       | Italia      | 1        | 1999-2000                                  | 23  | 7  | 10 | 6  | 30,43  |       |
| Attilio Perotti        | Italia      | 1        | 1991-1992                                  | 42  | 12 | 17 | 13 | 28,57  |       |
| Luigi Radice           | Italia      | 2        | 1971-1973                                  | 84  | 32 | 34 | 18 | 38,10  |       |
| Gaetano Salvemini      | Italia      | 1        | 1992-1993                                  | 33  | 8  | 10 | 15 | 24,24  |       |
| Marco Tardelli         | Italia      | 2        | 1995-1996                                  | 57  | 17 | 17 | 23 | 29,82  |       |
| Sandro Tiberi          | Italia      | 1        | 1983-1984                                  | 26  | 6  | 11 | 9  | 23,07  |       |
| Domenico Toscano       | Italia      | 2        | 2022-2024                                  | 88  | 57 | 20 | 11 | 64,77  |       |
| Giovanni Vavassori     | Italia      | 1        | 2007-2008                                  | 13  | 3  | 4  | 6  | 23,08  |       |
| William Viali          | Italia      | 3        | 2020-2022                                  | 86  | 37 | 27 | 22 | 43,02  |       |
| Azeglio Vicini         | Italia      | 1        | 1993                                       | 14  | 6  | 6  | 2  | 42,86  |       |

#### Stagioni e trofei
| Stagioni - 8 Renato Lucchi (1955-1959, 1963-1965, 1981-1982, 1991) - 6 Fabrizio Castori (2003-2008, 2017-2018) - 5 Pierpaolo Bisoli (2008-2010, 2012-2014) - 5 Giuseppe Matassoni (1959-1961, 1965-1967, 1969-1970) | Trofei - 2 Domenico Toscano (Serie C 2023-2024, Supercoppa Serie C 2024) - 1 Cesare Meucci (Serie C 1967-1968) - 1 Corrado Benedetti (Serie C1 1997-1998) - 1 Fabrizio Castori (Coppa Italia Serie C 2003-2004) - 1 Pierpaolo Bisoli (Lega Pro Prima Divisione 2008-2009) |